# Presbyterorum Ordinis
Presbyterorum Ordinis è un decreto del Concilio Vaticano II sul ministero e la vita sacerdotale.

Approvato con 2390 voti favorevoli e 4 contrari dai vescovi riuniti in Concilio fu promulgato dal papa Paolo VI il 7 dicembre 1965.

come è prassi per questo tipo di documenti, l titolo Presbyterorum Ordinis significa dal latino: "ordine dei presbiteri" e deriva dalle prime parole del decreto stesso.
Il decreto Presbyterorum Ordinis tratta della vita e dei compiti dei presbiteri all'interno della Chiesa cattolica.

## Storia
Il decreto fu il risultato di una consultazione mondiale condotta subito dopo l'annuncio di Giovanni XXIII di voler convocare il Concilio. La Commissione preparatoria di Disciplina Cleri et Populi Christiani era composta da 32 membri, oltre a 34 consultori. Era presieduta dal cardinale della Curia romana Pietro Ciriaci e il segretariato era assicurato dal sacerdote dell'Opus Dei Álvaro del Portillo.
Durante la seconda sessione del Vaticano II erano in discussione gli schemi preparatori della costituzione dogmatica Lumen gentium che trattava del rapporto della Chiesa col mondo, emerse l'esigenza di un decreto separato, che poi divenne uno dei documenti definitori sul ruolo e i doveri dei sacerdoti nell'era moderna.
La Lumen gentium aveva profilato teologicamente il ruolo dei laici all'interno della gerarchia e successivamente lo aveva sviluppato ulteriormente nel decreto Christus Dominus; il ruolo dei sacerdoti (e dei diaconi) era rimasto oggetto di scarse riflessioni fino alla fine del Concilio. Esso fu affrontato nella Sacrosanctum Concilium e, soprattutto, nel decreto sulla formazione dei sacerdoti Optatam totius. Come ha detto il teologo conciliare Giuseppe Alberigo: 
(Giuseppe Alberigo, Das Zweite Vatikanische Konzil (1962–1965))
I risultati delle consultazioni furono raccolti e redatti dalla commissione, discussi nell'aula consiliare a partire dal 13 ottobre 1964, rivisti più volte e adottati nella votazione finale del 7 dicembre 1965 con 2.390 voti favorevoli e 4 contrari. Il testo, che alla fine comprende 22 capitoli, è diviso in una prefazione, tre sezioni principali e un'esortazione finale. Nella prospettiva missionaria del Concilio, il decreto si rivolge in primo luogo ai sacerdoti diocesani, ma consente anche - ove opportuno - l'applicazione delle sue norme ai sacerdoti religiosi. Nello spirito dell'aggiornamento, esso cerca di sostenere il ministero dei sacerdoti "in modo più efficace [...] in circostanze pastorali e umane spesso così profondamente cambiate, e di curare meglio la loro vita [...]".

## Contenuto
- Proemio
- Capitolo I - Il presbiterato nella missione della Chiesa
- Capitolo II - Il ministero dei presbiteri
- Capitolo III - Vita dei presbiteri
- Conclusione ed esortazione

### Punti principali
La missione sacerdotale dei consacrati è quella di amministrare i sacramenti della fede a tutti i popoli, come prefigurato nella persona di Melchisedec. Essi devono essere propagatori di una vita diversa da quella terrena; non devono cercare di piacere agli uomini, ma devono piuttosto seguire la dottrina cristiana e vivere e tendere sempre alla santità e alla povertà volontaria.
Traendo la loro autorità da Cristo all'interno della gerarchia della Chiesa, i sacerdoti forniscono un ministero mediante il quale il sacrificio spirituale dei fedeli è reso perfetto, in unione con il sacrificio della croce di Cristo. La chiave è il loro stesso sacrificio spirituale, che comporta la celebrazione del mistero dell'Eucaristia - il compito più nobile dei sacerdoti - e la recita dell'Ufficio divino (Breviario), prestando la loro voce alla Chiesa, in unione con Cristo sempre vivo e disposto ad intercedere per noi.
La preghiera, l'esempio e la penitenza permettono alla Chiesa di esercitare un vero ruolo materno verso tutte le anime che hanno bisogno di essere condotte a Cristo, indipendentemente dalla nazionalità, dal sangue o dall'età. I sacerdoti devono aiutare i fedeli a conoscere e amare la liturgia. E devono costantemente sforzarsi di perfezionare la propria conoscenza delle cose divine e secolari.
L'astinenza perfetta e perpetua nel celibato è appropriata in molti modi per il sacerdozio e prefigura il mondo a venire, in cui i figli della risurrezione non si sposano, alla maniera degli angeli. Colui che dispensa i misteri di Dio è come l'uomo che ha seminato il suo campo e di cui il Signore ha detto: "Che dorma o si alzi, di notte o di giorno, il seme germoglia e cresce, non sa come" (Marco 4,27).

## Accoglienza
Il periodo successivo alla promulgazione della Presbyterorum ordinis fu segnato da un grave calo del numero di vocazioni sacerdotali nel mondo occidentale. I leader della Chiesa sostennero che la colpa era della secolarizzazione e che il fenomeno non fosse direttamente collegato ai documenti conciliari. Gli storici hanno anche sottolineato i danni causati nel 1968 dalla rivoluzione sessuale e il forte contraccolpo dell'Humanae vitae. Tuttavia, altri autori hanno affermato che il calo delle vocazioni era almeno in parte intenzionale, come parte di un tentativo di de-clericalizzare la Chiesa e di consentire un clero più pluralistico.
Nel 1995, secondo la Congregazione per il Clero:
(Priesthood: a greater love', ottobre 1995)
Si è verificato un relativo esodo dal sacerdozio, iniziato sotto Paolo VI e proseguito durante il pontificato di Giovanni Paolo II. Nel 2007, la Civiltà Cattolica ha riportato che 69.063 sacerdoti avevano lasciato il ministero tra il 1964 e il 2004 di cui 11.213 erano più tornati sulle loro scelte.
Nel novembre 2015 papa Francesco è intervenuto a una conferenza promossa dalla Congregazione per il Clero in occasione del cinquantesimo anniversario della proclamazione del decreto Presbyterorum ordinis del Vaticano II. Ai delegati presenti ha detto: 
("'Priesthood must not be treated as a job': Pope", Catholic Ireland, 21 novembre 2015)